# Campeonato Sudamericano de Baloncesto Sub-17 de 2005
El Campeonato Sudamericano de Baloncesto Sub-17 de 2005 corresponde a la V edición del Campeonato Sudamericano de Baloncesto Sub-17, fue organizado por FIBA Americas. Fue disputado en la ciudad de Barquisimeto capital del estado de Lara en Venezuela entre el 19 de julio y el 22 de julio de 2005 y los 3 mejores clasifican al Fiba Americas Sub-18 a realizarse en 2006.

## Primera fase

### Grupo A
|   | Equipo    | Pts | J | G | P | PF  | PC  | Dif  |
| - | --------- | --- | - | - | - | --- | --- | ---- |
| 1 | Argentina | 4   | 2 | 2 | 0 | 202 | 113 | +89  |
| 2 | Venezuela | 3   | 2 | 1 | 1 | 176 | 150 | +26  |
| 3 | Bolivia   | 2   | 2 | 0 | 2 | 92  | 207 | -115 |

| 19 de julio, 14:00 | Venezuela          | 101 - 54           | Bolivia      |  |
|                    |                    |                    |              |  |
| Parciales: -, -, - | Parciales: -, -, - | Parciales: -, -, - | Barquisimeto |  |

| 20 de julio, 20:00    | Bolivia               | 38 - 106              | Argentina    |  |
|                       |                       |                       |              |  |
| Parciales: -, -, -, - | Parciales: -, -, -, - | Parciales: -, -, -, - | Barquisimeto |  |

| 21 de julio, 14:00    | Venezuela             | 75 - 96               | Argentina    |  |
|                       |                       |                       |              |  |
| Parciales: -, -, -, - | Parciales: -, -, -, - | Parciales: -, -, -, - | Barquisimeto |  |

### Grupo B
|   | Equipo   | Pts | J | G | P | PF  | PC  | Dif |
| - | -------- | --- | - | - | - | --- | --- | --- |
| 1 | Uruguay  | 6   | 3 | 3 | 0 | 211 | 153 | +58 |
| 2 | Brasil   | 5   | 3 | 2 | 1 | 213 | 136 | +77 |
| 3 | Paraguay | 4   | 3 | 1 | 2 | 135 | 180 | -45 |
| 4 | Perú     | 3   | 3 | 0 | 3 | 125 | 215 | -90 |

| 19 de julio, 14:00 | Uruguay            | 69 - 45            | Paraguay     |  |
|                    |                    |                    |              |  |
| Parciales: -, -, - | Parciales: -, -, - | Parciales: -, -, - | Barquisimeto |  |

| 19 de julio, 20:00    | Brasil                | 92 - 27               | Perú         |  |
|                       |                       |                       |              |  |
| Parciales: -, -, -, - | Parciales: -, -, -, - | Parciales: -, -, -, - | Barquisimeto |  |

| 20 de julio, 14:00    | Perú                  | 51 - 73               | Uruguay      |  |
|                       |                       |                       |              |  |
| Parciales: -, -, -, - | Parciales: -, -, -, - | Parciales: -, -, -, - | Barquisimeto |  |

| 20 de julio, 14:00 | Paraguay           | 40 - 64            | Brasil       |  |
|                    |                    |                    |              |  |
| Parciales: -, -, - | Parciales: -, -, - | Parciales: -, -, - | Barquisimeto |  |

| 21 de julio, 20:00    | Paraguay              | 50 - 47               | Perú         |  |
|                       |                       |                       |              |  |
| Parciales: -, -, -, - | Parciales: -, -, -, - | Parciales: -, -, -, - | Barquisimeto |  |

| 21 de julio, 14:00    | Brasil                | 57 - 69               | Uruguay      |  |
|                       |                       |                       |              |  |
| Parciales: -, -, -, - | Parciales: -, -, -, - | Parciales: -, -, -, - | Barquisimeto |  |

## Fase final

### Semifinal
| 22 de julio, 18:00 | Argentina    | 67 - 63 | Brasil |  |
|                    | Barquisimeto |         |        |  |

| 22 de julio, 20:00 | Uruguay      | 72 - 53 | Venezuela |  |
|                    | Barquisimeto |         |           |  |

### Partido por el 3 lugar
| 22 de julio, 18:00 | Brasil       | 81 - 66 | Venezuela |  |
|                    | Barquisimeto |         |           |  |

### Final
| 22 de julio, 18:00 | Argentina    | 80 - 68 | Uruguay |  |
|                    | Barquisimeto |         |         |  |

| Argentina         |
| Campeón Argentina |
| Cuarto Título     |

## Clasificación
| Posición | Equipo    |
| -------- | --------- |
| 1        | Argentina |
| 2        | Uruguay   |
| 3        | Brasil    |
| 4        | Venezuela |
| 5        | Paraguay  |
| 6        | Perú      |
| 7        | Bolivia   |

## Clasificados al FIBA Americas Sub-18 2006
| Bandera de Argentina | Bandera de Uruguay | Bandera de Brasil |
| Argentina            | Uruguay            | Brasil            |
| -------------------- | ------------------ | ----------------- |